# Kachenet (II.)

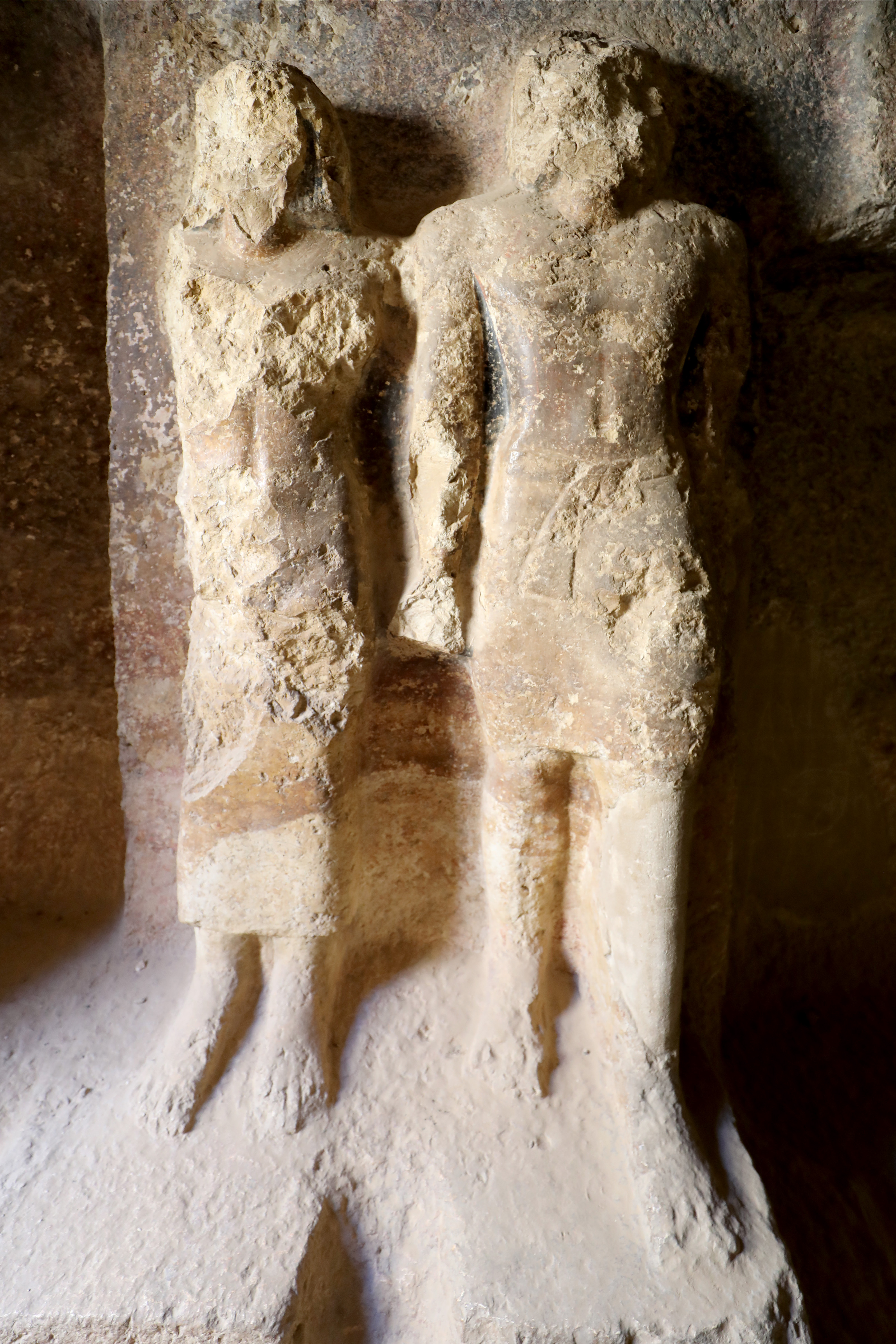
Kachenet und seine Frau

Kachenet (II.) war ein altägyptischer Beamter vom Anfang der 5. Dynastie (um 2600 v. Chr.). Er ist vor allem von seinem Felsengrab (Nummer A2) in Hemamieh bekannt. Dieses Felsgrab gehört zu den frühesten Anlagen dieser Art aus dem Alten Ägypten in der Provinz. Im Verlauf der weiteren 5. Dynastie und in späterer Zeit wurden Felsgräber in der Provinz zum vorherrschenden Typ unter den Beamten, die sich solche Anlagen leisten konnten.
Kachenet (II.) war eventuell der Sohn von Kachenet (I.). Im Grab des letzteren ist ein Sohn mit dem Namen Kachenet dargestellt. Kachenet (II.) trug eine Reihe von Titeln, darunter Vorsteher des Palastes (H̱rp-ˁḥ = Cherep-ah), Vorsteher der Aufträge (Jmj-r3-wpt = Imi-ra-upet), Vorsteher der Arbeiten des Königs (Jmj-r3-k3t-njswt = Imi-ra-kat-nisut), Vorsteher aller Arbeiten in den mittleren Provinzen von Oberägypten (Jmj-r3-k3t-nbt-m-sp3wt-ḥrj-jb-šmˁw = Imi-ra-kat-nebet-em-sepaut-cheri-ib-schemau), Vorsteher der Königsleute (Jmj-r3-njswtjw = Imi-ra-nisutiu) und Vorsteher der Phylen von Oberägypten (Jmj-r3-s3w-šmˁw = Imi-ra-sau-schemau). Er trug auch den Titel leiblicher Königssohn (S3-njswt-n-ẖt.f = Sa-nisut-en-chetef), der jedoch in seinem Grab zu einem gewissen Zeitpunkt wieder aus der Dekoration entfernt wurde. Er ist einer der sehr wenigen Beamten mit diesem Titel in der Provinz, war aber sicherlich kein wirklicher Königssohn. Der Titel ist auch sonst gut als Ehrentitel bezeugt. Kachenet (II.) war sicherlich oberster Verwalter des Wadjit-Gaues. Seine Gemahlin hieß Iufi und war Königsbekannte, Priesterin der Hathor und auch leibliche Königstochter. Auch in ihrem Fall ist der letztere Titel irgendwann im Laufe der Zeit wieder aus den Darstellungen im Grab entfernt worden. Ein Sohn hieß Rahotep und folgte im Amt des Gauverwalters. Ein weiterer Sohn hieß Kaires.
Das Felsgrab der beiden hat im Norden einen Eingang, der zu einer langen Halle führt, die etwa 15 m lang ist und mit Reliefs dekoriert ist. Im Süden gibt es einen weiteren Gang der nach Osten und nach Westen führt und dabei im Westen eine Art Ausgang bildet. Die Reliefs in dem Felsgrab zeigen Kachenet und seine Frau vor dem Opfertisch, vor Rindern und Jufi bei der Bootsfahrt im Papyrusdickicht.